# The Complete Helen Merrill on Mercury
The Complete Helen Merrill on Mercury — бокс-сет американской певицы Хелен Меррилл, выпущенный в 1985 году на лейбле Mercury Records в Японии. Бокс-сет состоит из четырёх пластинок и содержит песни, взятые из всех пяти альбомов, записанных Меррилл в период с 1954 по 1958 год для Mercury.

## Отзывы критиков
| Оценки критиков                            | Оценки критиков |
| Источник                                   | Оценка          |
| ------------------------------------------ | --------------- |
| AllMusic                                   | [ 1 ]           |
| The Encyclopedia of Popular Music          | [ 2 ]           |
| MusicHound Jazz: The Essential Album Guide | [ 3 ]           |
| The Rolling Stone Jazz & Blues Album Guide | [ 4 ]           |

Ли Джеск из Cash Box написал: «Это обратная сторона джазового пения — у Хелен Меррилл не сильный голос, но она непревзойденный интерпретатор джаза. Пение Хелен Меррилл подобно утреннему туману, пение Сары Воан подобно погодным условиям. Эти четыре пластинки превосходны: безмятежное, меланхоличное пение Хелен — на почти одинаково прекрасном материале — идеально вписывается в прекрасный джазовый контекст, включая записи в в небольших группах. Её можно рекомендовать — всю целиком — без колебаний. Я повторю еще раз: именно так нужно относиться к джазу».
Из рецензии Скотта Яноу для AllMusic: «Меррилл, чей теплый голос всегда был самобытным и гибким, могла постоять за себя с лучшими джазовыми музыкантами той эпохи. Наиболее известными из ее записей являются ее классические совместные работы с Клиффордом Брауном над семью подборками, аранжированными Куинси Джонсом, но почти таким же значительным был заметный альбом, над которым она работала с малоизвестным Гилом Эвансом в качестве аранжировщика, за год до того, как он объединился с Майлзом Дэвисом. Среди других исполнений для Mercury — работа с оркестром Джонни Ричардса, аранжировщиком Хэлом Муни, флейтистом Бобби Джаспером и пианистом Биллом Эвансом. Основные моменты включают „Glad to Be Unhappy“, „Spring Will Be a Little Late This Year“, „Anyplace I Hang My Hat Is Home“, „Where Flamingos Fly“, и „The Things We Did Last Summer“, но все 62 подборки заслуживают внимания. Настоятельно рекомендуется».

## Список композиций
Диск первый
1. «Alone Together» — 3:14 — сингловая версия
2. «Alone Together» — 3:14
3. «Glad to Be Unhappy» — 2:54
4. «This Is My Night to Cry» — 3:10 — сингловая версия
5. «How’s the World Treating You» — 3:00 — мастер/альтернативный дубль
6. «How’s the World Treating You» — 3:00
7. «Don’t Explain» — 5:16
8. «Born to Be Blue» — 5:13
9. «You’d Be So Nice to Come Home To» — 4:21
10. «’S Wonderful» — 3:15
11. «Yesterdays» — 6:01
12. «Falling in Love with Love» — 3:55
13. «What’s New?» — 5:01

Диск второй
1. «You Won’t Forget Me» — 3:10
2. «Lilac Wine» — 4:25
3. «Spring Will Be a Little Late This Year» — 3:53
4. «Beautiful Love» — 3:15
5. «Just You, Just Me» — 3:37
6. «When I Fall in Love» — 3:23
7. «The End of a Love Affair» — 3:28
8. «Mountain High, Valley Low» — 3:03
9. «Anything Goes» — 3:08
10. «Comes Love» — 3:02
11. «(I’m Afraid) The Masquerade Is Over» — 4:04
12. «Wait Till You See Him» — 3:26
13. «He Was Too Good to Me» — 3:05
14. «I’ve Never Seen» — 3:36
15. «I’m a Fool to Want You» — 4:10
16. «Troubled Waters» — 3:16

Диск третий
1. «Any Place I Hang My Hat Is Hom» — 4:12
2. «Where Flamingo’s Fly» — 2:47
3. «I’m Just a Lucky So and So» — 3:11
4. «A New Town Is a Blue Town» — 3:12
5. «Be Myself» — 3:27
6. «People Will Say We’re in Love» — 2:37
7. «You’re Lucky To Me» — :29
8. «Dream of You» — 2:57
9. «Blue Guitar» — 2:52
10. «Listen» — 2:40
11. «I’ll Be Around» — 2:46
12. «Soft as Spring» — 3:17
13. «If I Forget You» — 3:22
14. «After You» — 3:07
15. «It’s a Lazy Afternoon» — 3:10

Диск четвёртый
1. «If You Go» — 3:14
2. «If Love Were All» — 3:07 — мастер/альтернативный дубль
3. «If Love Were All» — 3:00
4. «Easy Come, Easy Go» — 3:46
5. «The Things We Did Last Summer» — 3:08
6. «Black Is the Color of My True Love’s Hair» — 2:53
7. «I See Your Face Before Me» — 2:41
8. «I Remember You» — 2:11
9. «Softly as in a Morning Sunrise» — 3:21
10. «Bye Bye Blackbird» — 2:57
11. «This Time The Dream’s on Me» — 2:21
12. «Dearly Beloved» — 2:07
13. «Summertime» — 3:28
14. «Let Me Love You» — 2:50
15. «When The Sun Comes Out» — 4:49
16. «All of You» — 3:34
17. «The Nearness of You» — 4:05
18. «Just Imagine» — 3:23